# Stevens (constructor)
 Stevens  va ser un constructor estatunidenc de cotxes de competició.
Stevens va competir al campionat del món de la Fórmula 1 en 6 temporades, les dels anys 1950, 1952, 1953, 1954, 1955, i 1956.
Va disputar només la cursa del Gran Premi d'Indianapolis 500, no competint a cap més prova del campionat del món de la F1.

## Resultats a la F1
| Temporada | Pilot          | Classificació | Punts | Retirada     | Resultats |
| --------- | -------------- | ------------- | ----- | ------------ | --------- |
| 1950      | Duane Carter   | 12            |       |              | Resultats |
| 1952      | Bill Schindler | 14            |       |              | Resultats |
| 1952      | Duke Nalon     | 25            |       | Compressor   | Resultats |
| 1952      | Bobby Ball     | 32            |       | Caixa canvi  | Resultats |
| 1953      | Ernie McCoy    | 8             |       |              | Resultats |
| 1953      | Andy Linden    | 33            |       | Accident     | Resultats |
| 1954      | Cal Niday      | 10            |       |              | Resultats |
| 1954      | Ed Elisian     | 18            |       |              | Resultats |
| 1955      | Jerry Hoyt     | 31            |       | Pèrdua d'oli | Resultats |
| 1956      | Cliff Griffith | 10            |       |              | Resultats |